# Planetni obroč
Planétni obróč (tudi ~ pŕstan) je obroč iz prahu in drugih manjših delcev, ki krožijo okoli planeta v področju, ki ima obliko zelo ploščatega diska. Najlepši obroč ima Saturn, razen njega imajo v Osončju obroče še Jupiter, Uran in Neptun.

## Nastanek
Nastanek planetnih obročev ni popolnoma pojasnjen. Nekateri predvidevajo, da lahko nastane obroč takrat, ko pride naravni satelit tako blizu planeta, da je znotraj Rocheeve meje. Zaradi tega razpade na manjše delce, ki nato v daljšem času zasedejo prostor okoli planeta v obliki diska.

## Sestava
Sestava delcev v planetnih obročih je različna. Običajno so silikatni ali pa iz vodnega ledu.

## Pastirski sateliti
Nakateri planetni obroči vsebujejo tudi pastirske satellite. To so manjši naravni sateliti, ki krožijo znotraj obroča ali na njegovem robu. Na obroč delujejo s svojo težnostjo tako, da obroč ne razpade oziroma se preveč ne razširi.

## Planetni obroči v Osončju
Dva Jupitrova satelita (Metis in Adrasteja) sta znotraj planetarnega obroča. Sta pa tudi znotraj Rocheeve meje. Možno je, da je obroč, v katerem se nahajata, nastal iz snovi, ki ga je Jupiter s svojo težnostno silo pobral s površine satelita. Na površino teh satelitov nenehno padajo prašni delci, ki povzročijo odtok snovi s površine. Telo znotraj Rocheeve meje ostaja skupaj samo zaradi mehanske trdnosti, ne pa zaradi težnosti. Na ta način takšni sateliti izgubljajo material s površine.

Najbolj znan je Saturnov obroč. Sestavljen je iz zelo svetlega materiala. Viden je že z dobrim amaterskih astronomskim daljnogledom. Obroč je sestavljen iz večjega števila drobnih obročev.
Opazovanja s sondo Cassini-Huygens so potrdila, da na nastanek Saturnovega obroča E (zunanji obroč) vplivajo izbruhi vodne pare na luni Enkelad. 

Neptunov obroč je nekaj posebnega. Pri opazovanju z Zemlje izgledal kot da ni popoln, ampak ga sestavljajo posamezni loki. Posnetki sonde Voyager 2 so pokazali da je v resnici popoln, ima pa nekaj svetlejših predelov. Predvideva se, da je to posledica vpliva pastirkega satelita Galateja. 

Na Plutonu niso doslej še opazili obroča. Predvideva pa se, da bi lahko sonda New Horizons našla obroče tudi okoli tega pritlikavega planeta v letu 2015, k obo tja prispela.